# Bodensee (Landkreis Göttingen)
Bodensee ist eine Gemeinde im Landkreis Göttingen in Niedersachsen (Deutschland). Die Gemeinde Bodensee ist Mitgliedsgemeinde der Samtgemeinde Gieboldehausen und liegt im Untereichsfeld. Bis 1973 gehörte Bodensee zum Landkreis Duderstadt.
Ein direkter Zusammenhang des Ortsnamens mit dem Bodensee ist nicht gesichert; früher war als Ortsname auch Bodensen in Gebrauch. Die Namensgleichheit des wenige Kilometer von Bodensee entfernten Ortes Lindau mit der Stadt Lindau im Bodensee dürfte ebenso Zufall sein.

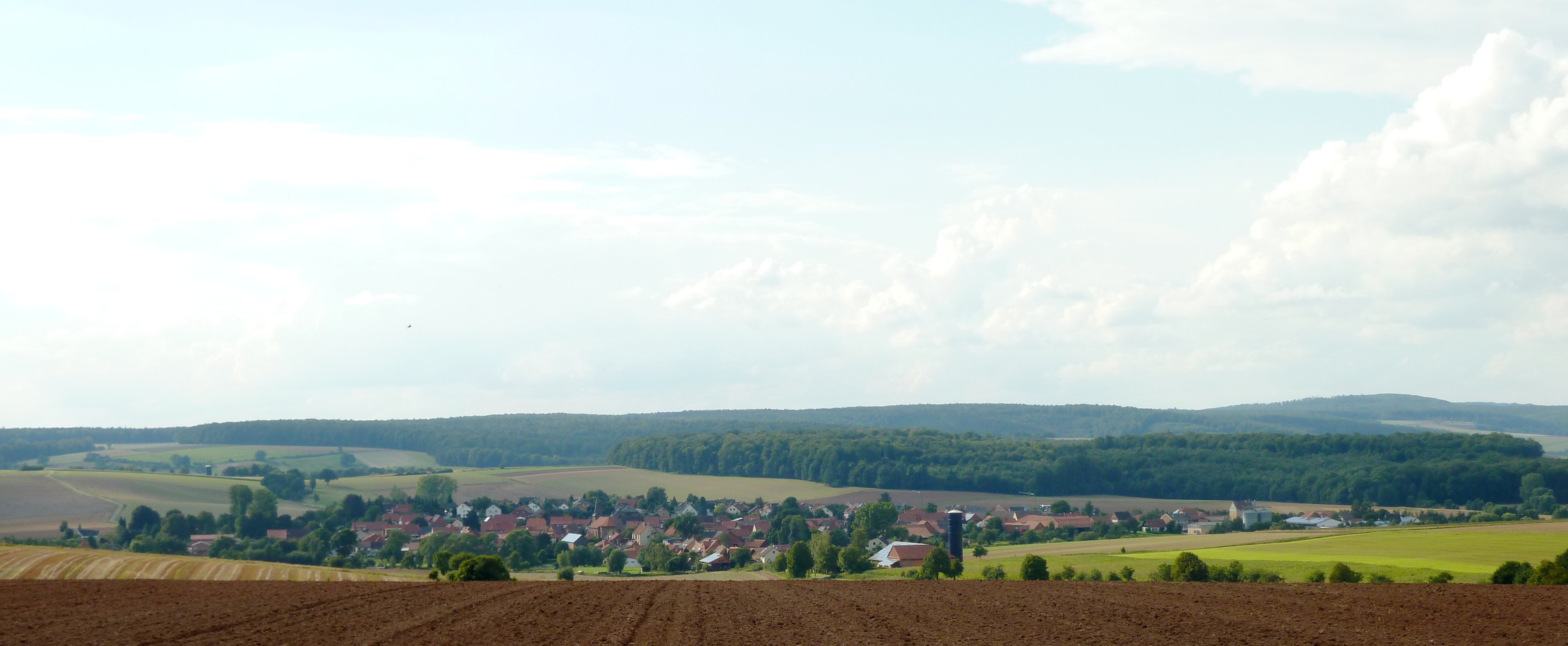
Bodensee

## Geschichte
Bodensee wurde erstmals als Bodenhusen in den Miracula sancti Modoaldi zwischen dem 12. Mai und dem 29. Juni 1107 im Zusammenhang mit einem Wunder im Kloster Helmarshausen erwähnt. Die heute noch verbreitete Annahme von Johannes Letzner, dass ein Ritter namens Hanno 918, vom Bodensee kommend, zur Erinnerung an seine verlassene Heimat die Orte Bodensee und Lindau gegründet habe, wird von Historikern als „Unsinn und Fabel“ bezeichnet. Auch die von Johann Wolf beschriebene Schenkung der Plesse mit 1100 Hufen im Jahr 1011, gelegen vor den Orten Krebeck, Bodensee, Gieboldehausen und Rüdershausen, von Immad II. an seinen Sohn Meinwerk Bischof von Paderborn wird so in der Vita Meinwerci nicht bestätigt. Da die Immedinger große Besitzungen in Sachsen und Thüringen besaßen, wird auch diese Angabe von Johann Wolf nur eine Annahme sein. Unter den 20 Ortschaften um den Hünstollen, in denen die Immedinger Besitzungen hatten, sind die aufgeführten Orte nicht verzeichnet. Die bis zum Jahr 2005 als erstbekannte Urkunde von 1333 wird keine Erstbelehnung derer von Bodenhusen sein. Weitere Forschungen werden dadurch erschwert, dass die Lehnsurkunden im Zweiten Weltkrieg nach Hannover abgegeben und dort bei Bombenangriffen beschädigt oder gar vernichtet wurden.
Nach der Teilverpfändung des Amtes Lindau im Oktober 1434 an den Erzbischof von Mainz kam es zu Streitigkeiten um das Dorf Berka und die Grenzen des Amtes Lindau. Am 10. Dezember 1437 setzte der Erzbischof von Mainz Otto V. von Plesse als Amtmann ein und ordnete an, die Grenzen des kleinen Amtes zu schützen. Reste einer Landwehr von der Rhume bei Bilshausen mit der Bodenseer Warte auf dem Höherberg sind heute noch erkennbar. Ab dem Jahr 1438 besteht ein Schützenwesen im Amt Lindau.
In Urkunden vom 3. März, 4. April und 22. April 1457 wird Jan von Bodenseen aufgefordert, mit anderen das Kloster Bursfelde und deren Besucher zu schützen. Anlass waren die Reformkonzile von Konstanz 1415 bis 1419 und Basel von 1431 bis 1447. Vom Kloster Bursfelde sollten für den Norden des Landes durch den Abt Johannes Dederoth die innerkirchlichen Reformen durchgeführt werden.
Aus den Türkensteuerlisten von 1442 bis 1445 ist zu ersehen, welche Familiennamen es in Bodensee schon gab. Eine Musterungsrolle von 1599 zeigt, wie das Wehr- und Schützenwesen in Bodensee organisiert waren. Wie viele andere Orte hatten auch Bodensee und deren Bewohner im Dreißigjährigen Krieg zu leiden. Während Bodensee 1626 völlig zerstört war, befanden sich 1661 wieder 44 Herdstellen im Ort.

### Adelsgeschlecht von Bodensee
Vom 14. bis zu Beginn des 17. Jahrhunderts ist ein Adelsgeschlecht in Bodensee nachweisbar. Es besaß plessische Lehen am Dorf und weitere Lehen in anderen Orten. Anfang des 17. Jahrhunderts belieh Landgraf Moritz von Hessen-Kassel den Amtmann Rabe von Amelunxen, nach dem Erlöschen des Geschlechts von Bodensee um 1603, mit den plessischen Lehen zu Bodensee. Auf Grund der Namensänderung  der Familie von Bodenhuse, zu Bodensen und später Bodense(h)e wird eine Stammsverwandtschsft mit den von Bodenhausen vermutet. Vertreter der Adelsfamilie waren:
- Konrad und Henrich von Bodensen (1321)
- Diedrich von Bodenhusen (1333) wird mit 2 Hufen von den Herren von Plesse belehnt[4]
- Diederich von Bodenhusen (1428, 1463)
- Joachim von Bodensen (1519) Burgmann zu Gieboldehausen
- Christopher von Bodensen (1538) verschiedene Belehnungen wie sein Vater Joachim
- Melchior von Bodensee (1571) und
- Jost von Bodensehe (1585, 1593) erhalten Lehensgüter derer von Plesse.

Die Adelsfamilie von Roringen besaß in Bodensee weitere plessische (Vorwerk) und Hildesheimer (Rothöfe) Lehen.

### Einwohnerentwicklung
Entwicklung der Einwohnerzahl (ab 1821):
| - 1821: 619 - 1939: 530 - 1973: 598 - 1986: 592 | - 1996: 710 - 2001: 772 - 2015: 821 |

## Politik

### Rat
Der Rat der Gemeinde Bodensee setzt sich aus neun Ratsfrauen und Ratsherren zusammen. Seit der Kommunalwahl 2021 setzt sich der Rat wie folgt zusammen:
| Rat 2021Insgesamt 9 Sitze - SPD: 3 - Grüne: 1 - UWB: 1 - CDU: 4 |

### Bürgermeister
Bürgermeister der Gemeinde ist Michael Faulwasser (SPD).

### Wappen, Farben und Siegel

Wappen
Hissflagge
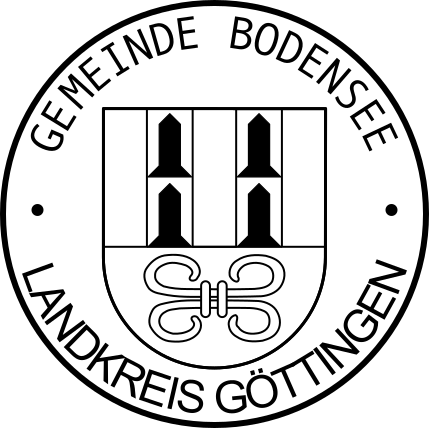
Siegel

Blasonierung: „Geteilt von Rot und Silber (Weiß); oben in Rot zwei silberne (weiße) Pfähle, belegt mit je zwei übereinander stehenden schwarzen Eisenhüten; unten in Silber (Weiß) ein blauer Maueranker.“
Das von Fritz Reimann aus Fuhrbach entworfene Wappen wurde vom niedersächsischen Ministerium des Inneren am 24. September 1951 genehmigt. Der obere Teil ist abgeleitet vom Wappen der Freiherren von Amelunxen, die blaue Eisenhüte in ihrem Wappen führten. Der untere Teil zeigt den Maueranker der Herren von Plesse, die vor der Gründung des Ortes bereits in der Gegend begütert waren. Sie verliehen Diedrich von Bodenhusen 1333 zwei Hufen Land. Als das Geschlecht um 1500 ausgestorben war, verlieh Landgraf Moritz von Hessen 1597 das Erbdorf Bodensee einem Rab von Amelunxen zu Lehen.
Beschreibung der Farben: „Die Farben der Gemeinde sind Rot, Schwarz, Silber und Blau.“
Beschreibung des Siegels: „Das Dienstsiegel enthält das Wappen mit der Umschrift „Gemeinde Bodensee, Landkreis Göttingen“.“

## Kultur und Sehenswürdigkeiten
Auf dem nahegelegenen Höherberg (242 m ü. NHN) gibt es einen Wallfahrtsort zu den 14 Nothelfern (auch „Vierzehnheiligen des Nordens“ genannt). Die große Wallfahrt findet immer Anfang Juli statt. Im Jahr 2006 war die 150-Jahr-Feier.

### Kirche St. Matthäus

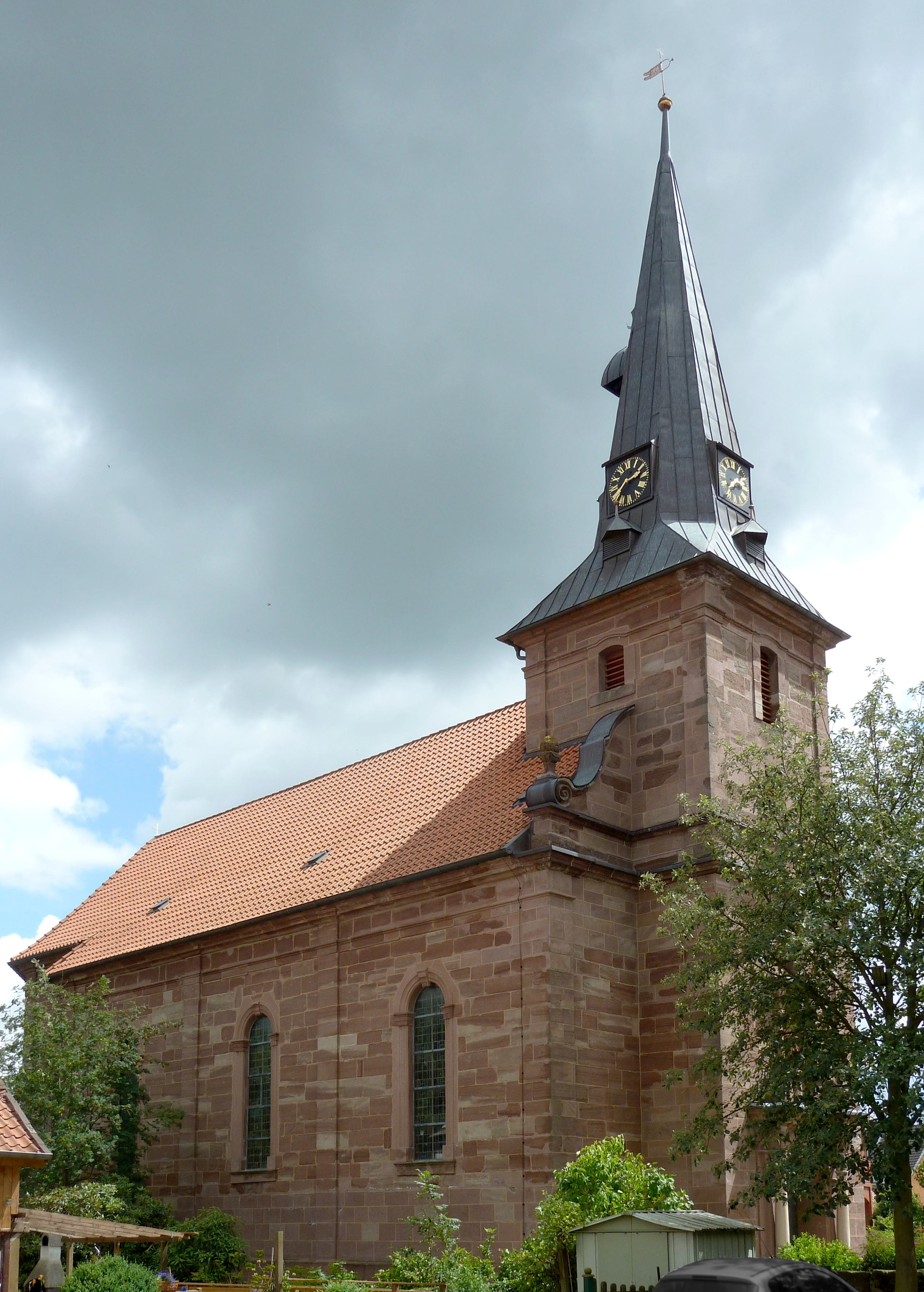
Kirche St. Matthäus

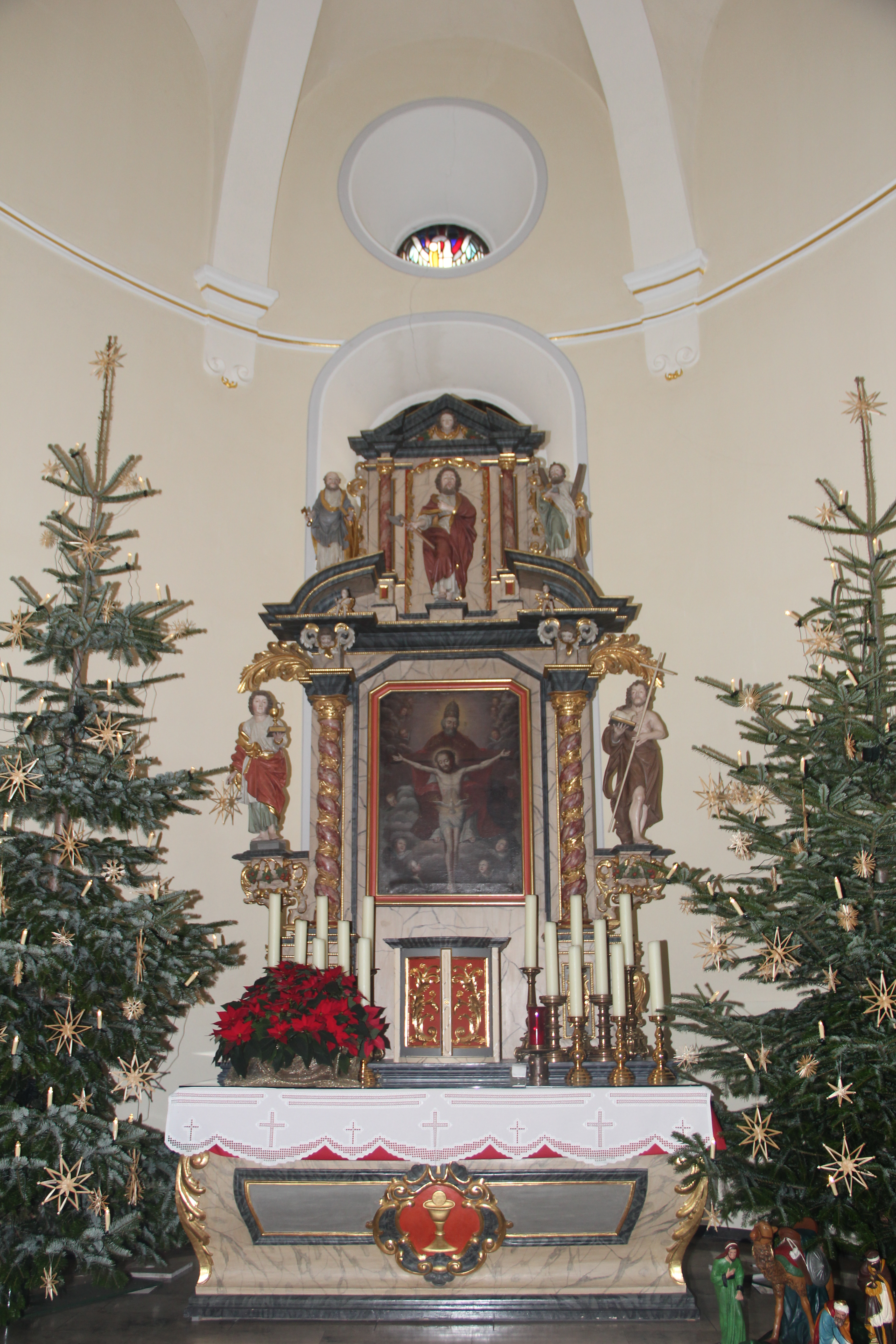
Hochaltar der Sankt-Matthäus-Kirche in Bodensee

Als Nachfolgekirche einer im Dreißigjährigen Krieg abgebrannten Kirche sowie der für die Gemeinde zu klein gewordenen barocken Vorgängerkirche aus dem Jahr 1681 präsentiert sich die katholische Kirche St. Matthäus in Bodensee in der Form eines 23,70 m langen und 8,70 m breiten Buntsandsteinquaderbaus mit ausgeprägten Gesimsen. Realisiert wurde sie in den Jahren 1779 bis 1782 und stellt neben der St. Georgskirche in Wollbrandshausen, der St. Martinskirche in Seeburg und der St. Kosmas und Damiankirche in Bilshausen beispielhaft die spätbarocke-klassizistische Architektur des Untereichsfeldes dar. Der vasenbekrönte, volutig geschwungene Westgiebel ist als typisches Gestaltungselement der Zeit auch in Seeburg anzutreffen. Parallelen zur Bilshausener Kirche finden sich in den Kapitellen, dem Rundfenster in der hinteren Chorwand und den fein gearbeiteten Fensterrahmungen mit Schlussstein. Bildete schon die äußere Fassade Anklänge an die Architektur des Barocks, so dominieren auch wesentliche Elemente der Ausstattung des Innenraums, die aus jener Epoche entstammen. Lediglich das Spiegelgewölbe des Langhauses und der polygonale, kreuzgratgewölbte Chorschluss sind gegensätzliche Elemente, die Besonderheiten aus verschiedenen Zeiten aufweisen. Neben dem Hauptaltar wurde die Kanzel in aufwendiger Arbeit gestaltet und trägt Nischenfiguren im Kanzelkorb und eine Vielzahl schmückende Puttenköpfe. Beides geht auf den Hildesheimer Bildhauer Daniel Bartels zurück. Ein weiteres Inventarstück aus der Zeit des Barock stellt die mit Puttenköpfen und Fruchtgirlanden verzierte Konsole neben der Kanzel sowie die gedrehte Leuchterstange mit kniendem Engel als Kerzenhalterfigur im Chor dar. Ein sandsteinerner Taufstein mit der Datierung auf das Jahr 1664 stammt vermutlich aus der Vorgängerkirche. Seit dem 1. November 2014 gehört die Kirche zur Pfarrei St. Laurentius mit Sitz in Gieboldehausen.

## Persönlichkeiten

### Söhne und Töchter der Gemeinde
- Heinrich Gleitze (* 1912 in Bodensee; † 1994 in Wolfenbüttel), Jurist, Oberkreisdirektor des Landkreises Wolfenbüttel von 1948 bis 1962